# Удосконалений киплячий водяний реактор

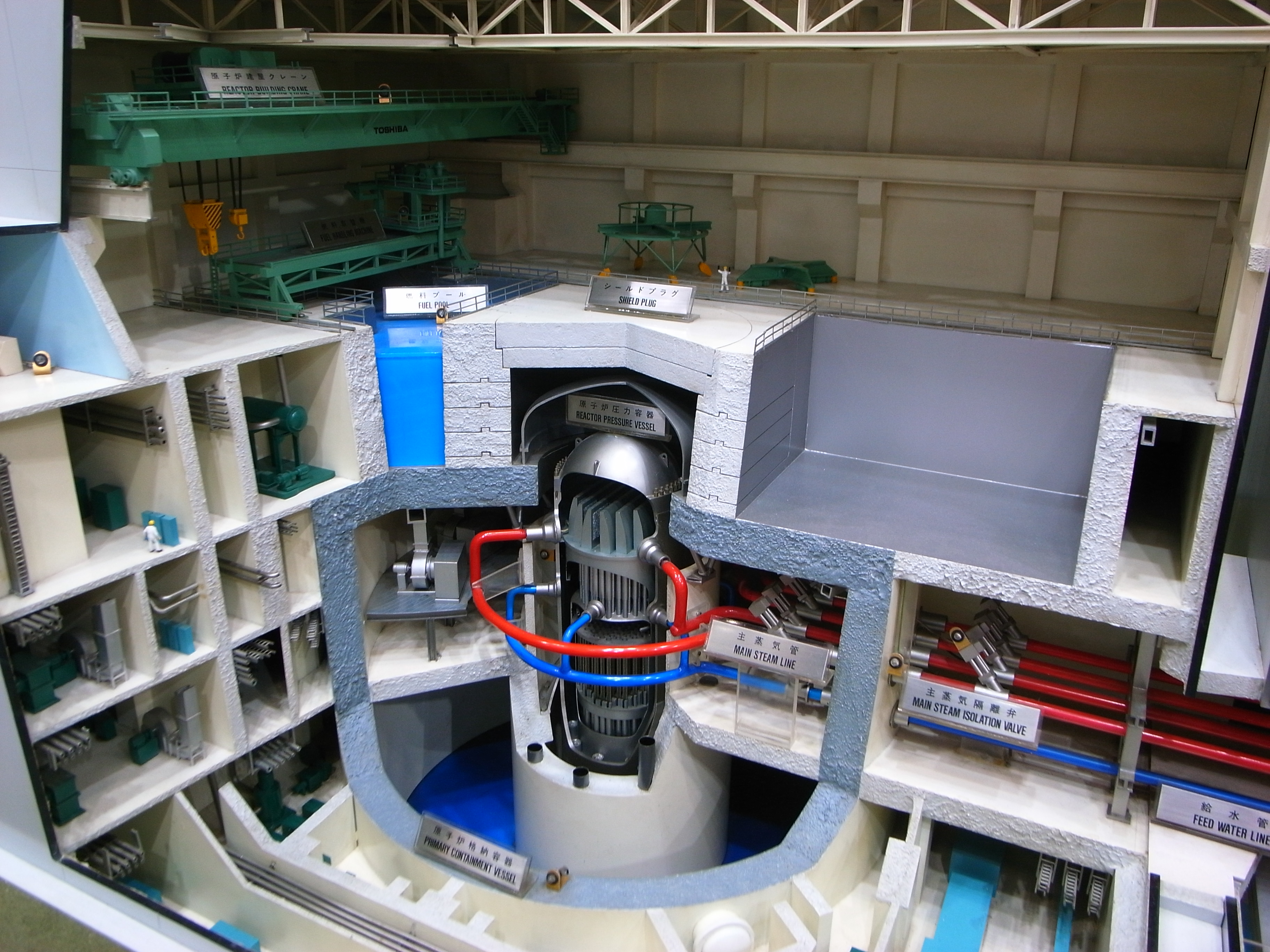
Модель Toshiba ABWR.

Удосконалений киплячий водяний реактор (англ. Advanced boiling water reactor, ABWR) є киплячим реактором III покоління. ABWR наразі пропонують GE Hitachi Nuclear Energy (GEH) і Toshiba. ABWR генерує електроенергію за допомогою пари для живлення турбіни, підключеної до генератора; пара кип'ятиться з води за допомогою тепла, що утворюється в результаті реакцій поділу ядерного палива. Блок Касівадзакі-Каріва 6 вважається першим реактором третього покоління у світі.
Реактори з киплячою водою (BWR) є другою за поширеністю формою легководних реакторів із прямим циклом, який використовує менше великих компонентів подачі пари, ніж реактори з водою під тиском (PWR), які використовують непрямий цикл. ABWR — це сучасний рівень техніки в реакторах з киплячою водою, і це перший реактор третього покоління, який був повністю побудований, з кількома реакторами, готовими та діючими. Перші реактори були побудовані вчасно та в рамках бюджету в Японії, інші будуються там і на Тайвані. ABWR були на замовлення в Сполучених Штатах, включаючи два реактори на майданчику проекту в Південному Техасі. Повідомляється, що проекти як на Тайвані, так і в США перевищують бюджет.
Стандартна конструкція блоку ABWR має чисту електричну потужність близько 1,35 ГВт, вироблену приблизно з 3926 МВт теплової потужності.